# Noelvi Marte
Noelvi Marte (Cotuí, República Dominicana, 16 de octubre de 2001) es un jugador profesional dominicano de béisbol que se desempeña en la posición de tercera base en Cincinnati Reds, equipo de las Grandes Ligas de Béisbol (MLB).

## Carrera
En 2023, Marte hizo su debut en la MLB con el equipo Cincinnati Reds, donde lleva jugando dos temporadas.